# زمانه گرگ
زمانه گرگ (به فرانسوی: Le temps du loup) فیلمی است به کارگردانی میشائل هانکه، کارگردان اتریشی که در سال ۲۰۰۳ منتشر شد. عنوان فیلم ظاهراً اشاره به یک شعر قدیمی آلمانی دارد که وضعیتی آخرالزمانی را نوید می‌دهد؛ زمانی که ساختارهای اجتماعی به شکلی شاعرانه فرو می‍ریزند.

## خلاصه داستان
در یکی از کشورهای اروپایی فاجعه‌ای نامعلوم رخ داده‌است. ژرژ و آن زوج طبقه متوسطی هستند که به همراه دختر و پسرشان از شهر فرار می‌کنند و به خانه ییلاقی‌شان پناه می‌برند. اما خانه ییلاقی در تصرف اشغالگرانی مسلح است. ژرژ به ضرب گلوله کشته می‌شود و آنا و بچه‌هایش آواره می‌شوند. تنها دارایی‌شان یک دوچرخه، یک پالتو و یک طوطی‌ست. هیچ‌کس در دهکده به آنها پناه نمی‌دهد. آن به همسایه‌های سابق می‌گوید «وظیفه شماست که به ما کمک کنید.» اما فاجعه ساختار اجتماعی جامعه را چنان متحول کرده که حرف او دیگر محلی از اعراب ندارد. در نهایت، آنا و فرزندانش به همراه پسر نوجوانی که در راه با او آشنا شده‌اند به گروهی از نجات‌یافتگان ملحق می‌شوند. سردسته این گروه مرد خشن و قوی‌هیکلی به نام کوسلووسکی‌ست که در قبال اشیاء به‌دردبخور و خدمات جنسی حاضر است آنها را مورد حمایت قرار دهد. کم‌کم عده پناهجویان بیشتر می‌شود و روابط سیاسی گروه تا حدودی تغییر می‌کند. نجات‌یافتگان تلاش می‌کنند علی‌رغم سرما و گرسنگی و وحشتشان دوباره زندگی متمدنانه‌ای را از سر بگیرند و با عقلانیت با یکدیگر برخورد کنند. آنها به آینده‌ای بهتر امیدوارند اما امیدواری‌شان بیشتر و بیشتر شکلی خرافی به خود می‌گیرد.